# Servette Football Club Chênois féminin
Maillots
Le Servette Football Club Chênois Féminin (abrégé en Servette FCCF ou SFCCF) est un club de football féminin situé à Genève, dans le canton de Genève, en Suisse. Le club fait partie du groupe Grenat du Servette FC.

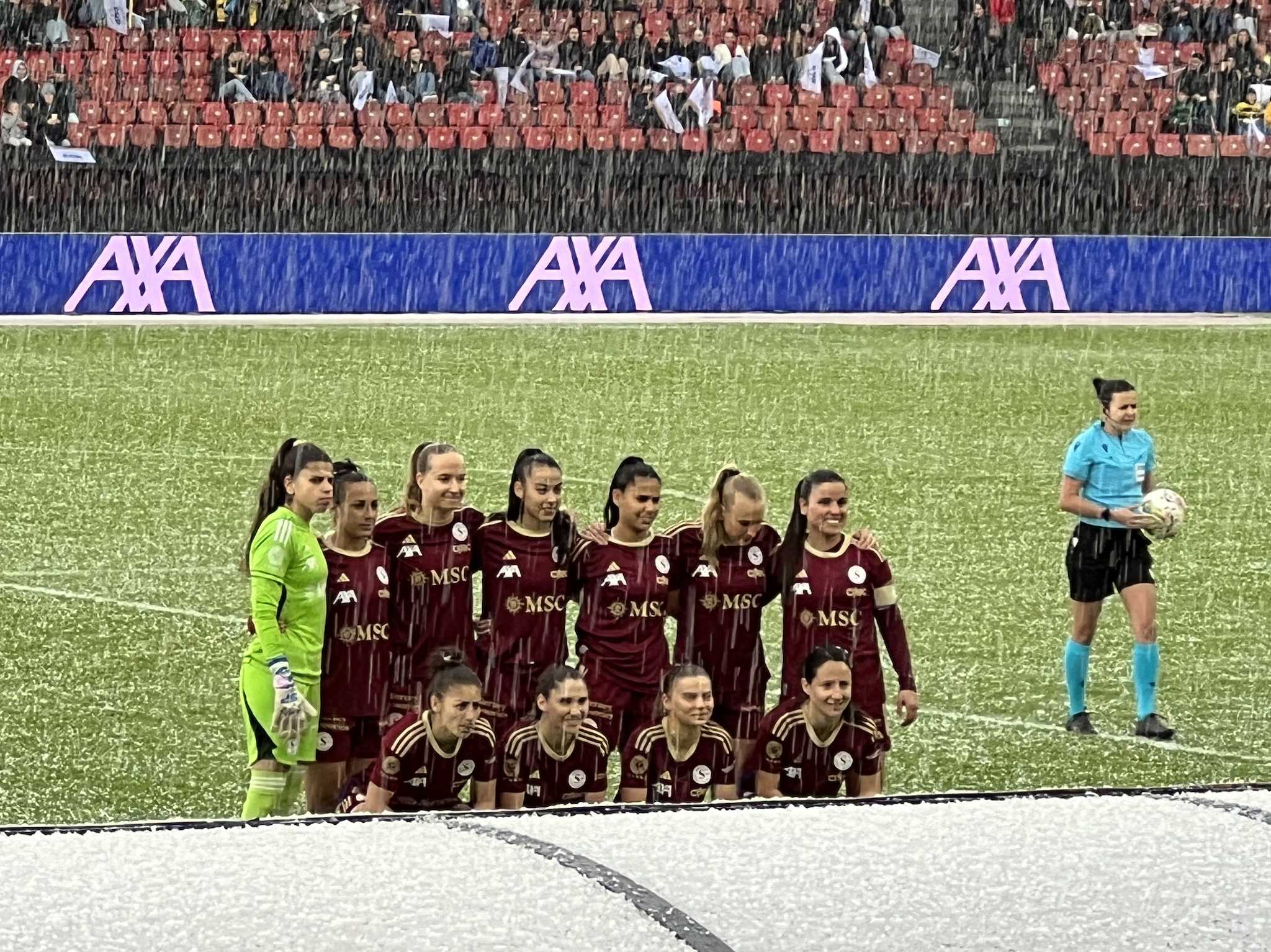
Le 11 de départ face à YB en finale de Coupe de Suisse au Letzigrund le 20 avril 2024.

## Histoire

### Section féminine du CS Chênois
Le club voit le jour en 1974 sous la forme d'une section féminine du Club sportif Chênois puis devient indépendant en juillet 2012 sous le nom de Football Féminin Chênois Genève (FFCG). En juin 2017, il devient la section féminine du Servette FC, et prend son nom actuel de Servette FC Chênois féminin (SFCCF).
En 1976-1977, le club participe à son premier championnat. À cette époque là, il n'y a que deux catégories : la 1re ligue et la 2e ligue. En 1985-1986, le club obtient sa première promotion en seconde division. En 1987-1988 est créée la Ligue nationale A, la 2e division devient la 1re ligue. Le CS Chênois est relégué pour la 1re fois en 2e ligue (le plus bas niveau, 3 catégories existantes).
En 1988-1989, malgré la 1re place de son groupe, le CS Chênois échoue pour la promotion lors des finales. En 1990-1991 création de la LNB et le CS Chênois est promue en 1re ligue qui devient la 3e division suisse.
En 1998-1999 1re promotion en LNB (Deuxième division Suisse), le club se maintient la saison suivante en obtenant la 3e place comme néo-promu.
En 2001-2002 le club est relégué en 1re ligue, puis remonte en LNB la saison suivante. En 2005-2006 le club obtient la 3e place du championnat et voit partir ses talents (Caroline Abbé, Maeva Sarrasin et Sandy Maendly) en LNA à Yverdon, Berne et en équipe nationale.
Entre 2006 et 2013 le club subira 3 relégations en 1re ligue (3e division) pour 3 promotions l'année successive à relégation.

### L'indépendance puis l'intégration au Servette FC
Dès sa première saison sous la bannière du Servette FC (2017-2018), le club obtient le titre de champion Suisse de LNB et est promu en Ligue Nationale A qui est renommée NLA+ Ladies first. En NLA, pour sa première saison dans l'élite, le club obtient la 4e place en 2019. Lors de la saison 2019-2020, le club était à la 1er place après 2 tours sur 4 et également dès l'arrêt du championnat après 3 matchs du 3e tour pour cause de pandémie de Covid-19, cependant le club obtiendra la 1re place qualificative pour les seizième de finale de la Ligue des Champions féminine. La saison suivante, le Servette est enfin sacré champion de Suisse, après une victoire 2-0 face aux Young Boys. C'est le premier titre d'un club romand depuis 1976. Lors de la saison 2022-2023, Servette FC Chênois remporte sa première coupe de Suisse en battant le FC Saint-Gall en finale 1-0. L'année suivante, le club réalise le premier doublé de son histoire en remportant le championnat et la coupe.

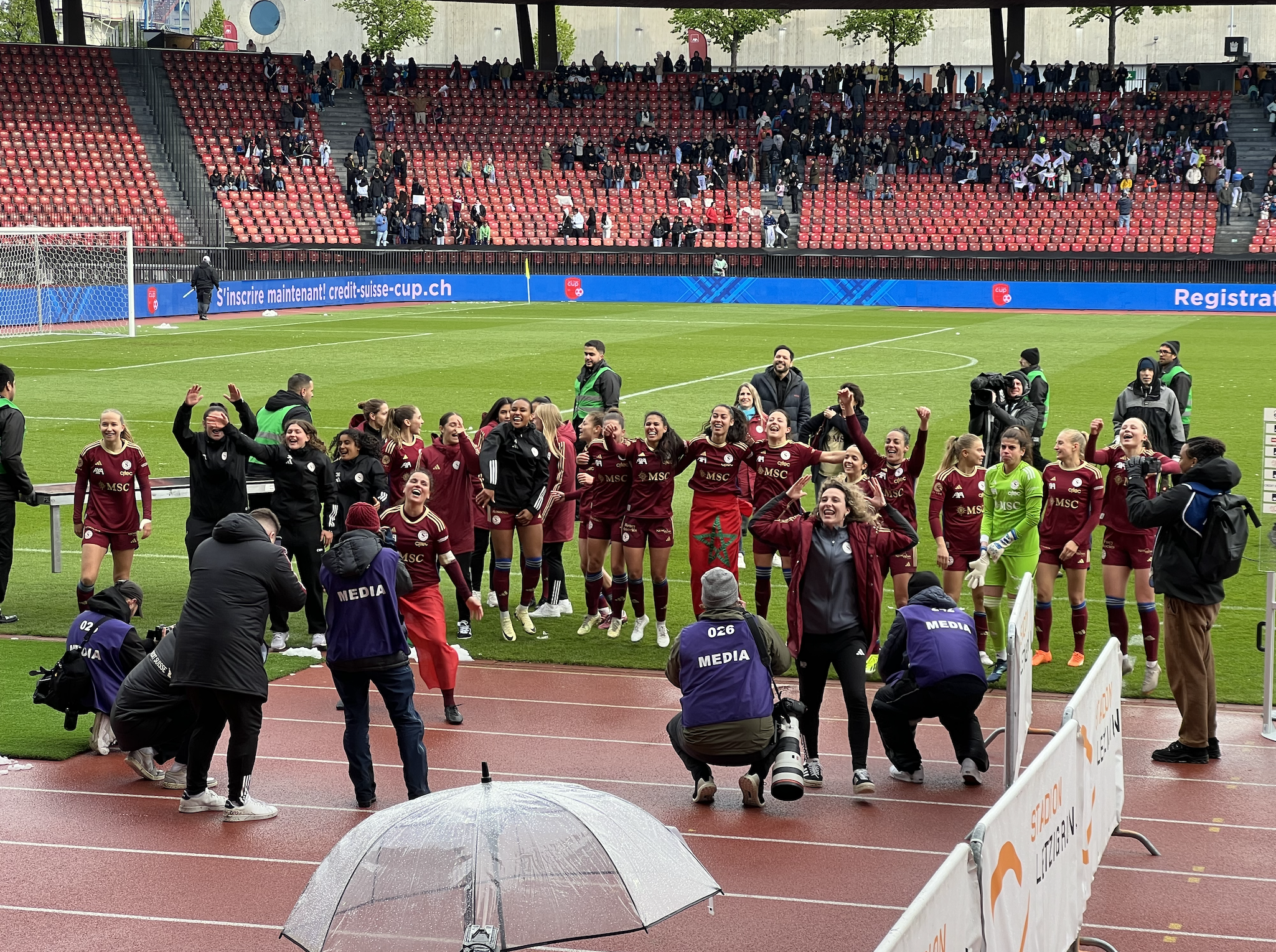
La joie du doublé le 20 avril 2024.

## Palmarès
- Coupe de Suisse : (2)
  - Vainqueur : 2023, 2024

- Championnat de Suisse : (2)
  - Champion : 2021, 2024

- Championnat de Suisse deuxième division (LNB) : (1)

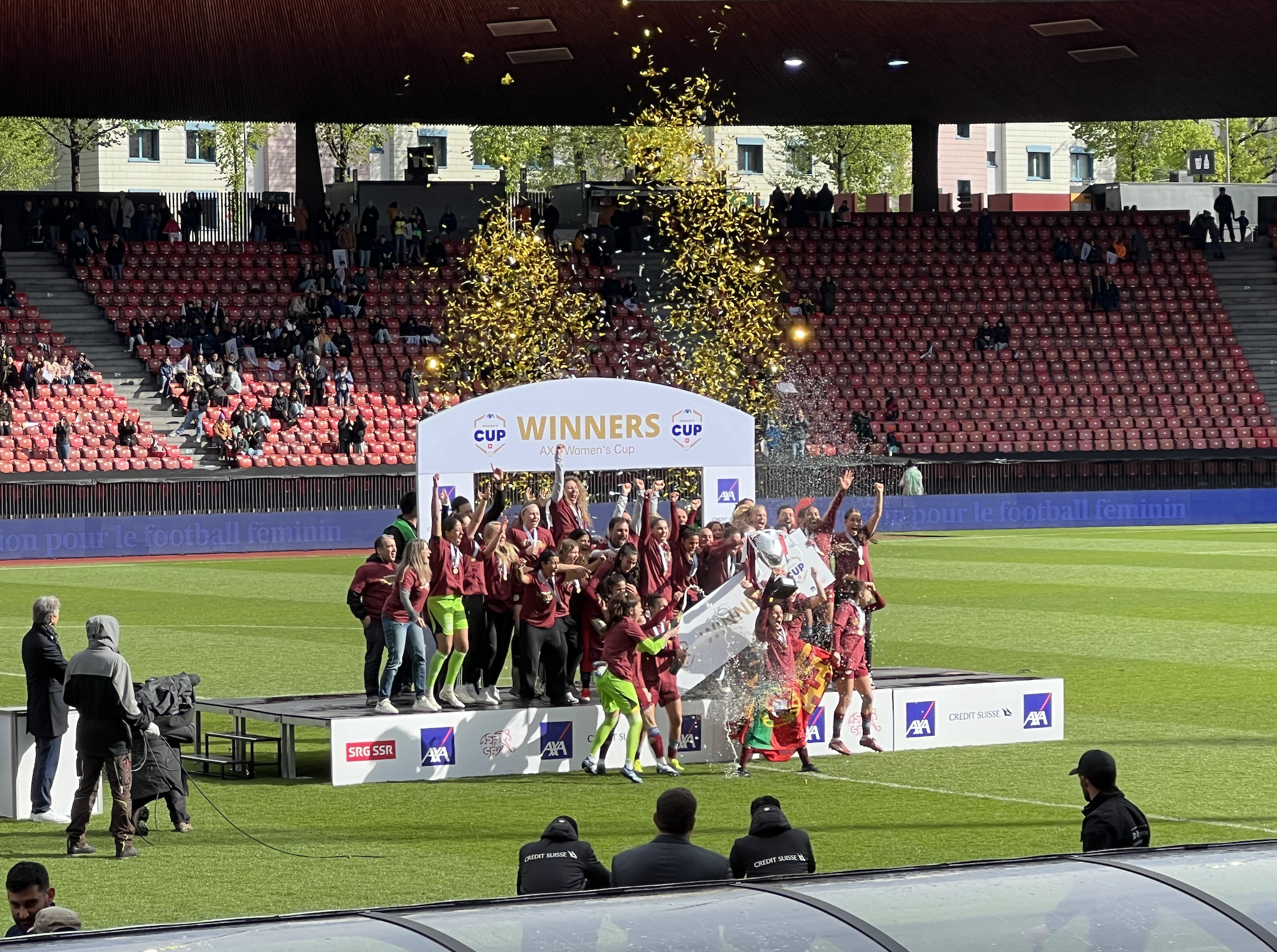
Le SFCCF soulève la Coupe 2024.

  - Champion : 2018[7]

## Parcours européen
Le Servettiennes Chênoises atteignent les seizièmes de finale en 2020-2021, où elles sont éliminées par l'Atlético de Madrid.

## Personnalités du club

### Historique des entraîneurs

#### Depuis 2012
- Jose Barcala (depuis 2023) assisté par Jérémy Faug-Porret
- Eric Sévérac (2017 à 2023) assisté par Jérémy Faug-Porret
- Salvatore Musso (2012 à 2017)
- Roland Beaufils (2016-2017) co-entraineur
- Didier Gigon (2013 à 2016)
- Yazid Bessa (septembre 2013 à décembre 2013)

#### En tant que section féminine du CS Chênois
- Salvatore Musso (2000-2003, 2007-2012),
- Mustapha Lablack co-entraineur (02.2010 à 06.2010)
- Christian Maendly  (2004 à 2006)
- Steven Malbaski (2003 à 2004)
- Kevin Malbaski co-entraîneur (2009 à 2010)
- Anouck Sequer (01.2002 à 06.2002)
- Jean-Charles Boyer (1997 à 2000)

### Présidents

#### Depuis 2012
- Yoann Brigante (depuis janvier 2024)
- Richard Feuz (septembre 2023 à janvier 2024)
- Pascal Besnard (septembre 2020 à septembre 2023)
- Salvatore Musso  (juin 2017 à septembre 2020)
- Constantin Georges (novembre 2017 à  mars 2020, en co-présidence)
- Marie Lacroix (juin 2017 à novembre 2017, co-présidence ad-intérim)
- Giovanni Matteucci  (juin 2012 à juin 2017)

#### En tant que section féminine du CS Chênois
- Steven Malbaski (section féminine) (2007 à 2012)
- Massimo Gili (section féminine) (2005 à 2007)
- Claudio Potenza (section féminine) (2001 à 2005)
- Christiane Schmid (section féminine) (1999 à 2001)
- Eric Mathys (section féminine) (199x à 1999)
- Isabelle Kurt (section féminine) (19xx à 19xx)
- Tony Sheffer (section féminine) (1987 à 1990)

### Membres d'honneurs
- Giovanni Matteucci
- Steven Malbaski

## Bilan saison par saison
| Édition   | NLA            | LNB                            | 1re ligue   | 2e ligue                         | Coupe de Suisse      | Ligue des Champions |
| --------- | -------------- | ------------------------------ | ----------- | -------------------------------- | -------------------- | ------------------- |
| 1974-1976 | N'existait pas | N'existait pas                 | -           | ... ?...                         | -                    | -                   |
| 1976-1977 | N'existait pas | N'existait pas                 | -           | 5e (Gr. Ouest)                   | -                    | -                   |
| 1977-1978 | N'existait pas | N'existait pas                 | -           | 5e (Gr. Ouest)                   | -                    | -                   |
| 1978-1979 | N'existait pas | N'existait pas                 | -           | ?                                | -                    | -                   |
| 1979-1980 | N'existait pas | N'existait pas                 | -           | 3e(Gr- 5) 2e tour Interregional  | -                    | -                   |
| 1980-1981 | N'existait pas | N'existait pas                 | -           | (3e ligue)                       | -                    | -                   |
| 1981-1982 | N'existait pas | N'existait pas                 | -           | (3e ligue)                       | -                    | -                   |
| 1982-1983 | N'existait pas | N'existait pas                 | -           | (3e ligue)                       | -                    | -                   |
| 1983-1984 | N'existait pas | N'existait pas                 | -           | (3e ligue)                       | -                    | -                   |
| 1984-1985 | N'existait pas | N'existait pas                 | -           | (3e ligue)                       | -                    | -                   |
| 1985-1986 | N'existait pas | N'existait pas                 | -           | (3e ligue)                       | -                    | -                   |
| 1986-1987 | N'existait pas | N'existait pas                 | -           | 8e(Gr. Ouest)                    | -                    | -                   |
| 1987-1988 | -              | N'existait pas                 | 9e (Gr. 2)  | -                                | -                    | -                   |
| 1988-1989 | -              | N'existait pas                 | -           | 1er non promu (finale promotion) | -                    | -                   |
| 1989-1990 | -              | N'existait pas                 | -           | 1er non promu (finale promotion) | -                    | -                   |
| 1990-1991 | -              | -                              | -           | -                                | -                    | -                   |
| 1991-1992 | -              | -                              | -           | 1er promu                        | -                    | -                   |
| 1992-1993 | -              | -                              | 4e (Gr. 2)  | -                                | -                    | -                   |
| 1993-1994 | -              | -                              | (maintien)  | -                                | -                    | -                   |
| 1994-1995 | -              | -                              | (maintien)  | -                                | -                    | -                   |
| 1995-1996 | -              | -                              | (maintien)  | -                                | 2e tour qualificatif | -                   |
| 1996-1997 | -              | -                              | (maintien)  | -                                |                      | -                   |
| 1997-1998 | -              | -                              | (maintien)  | -                                | 1/8e de finale       | -                   |
| 1998-1999 | -              | -                              | 2e (Gr. 1)  | -                                | 1er tour principal   | -                   |
| 1999-2000 | -              | 3e                             | -           | -                                | 1/8e de finale       | -                   |
| 2000-2001 | -              | 9e                             | -           | -                                | 2e tour principal    | -                   |
| 2001-2002 | -              | 6e (Gr 2)                      | -           | -                                | 3e tour qualificatif | -                   |
| 2002-2003 | -              | -                              | 1er (Gr. 1) | -                                | 3e tour qualificatif | -                   |
| 2003-2004 | -              | 5e                             | -           | -                                | 3e tour qualificatif | -                   |
| 2004-2005 | -              | 7e                             | -           | -                                | 1/4 de finale        | -                   |
| 2005-2006 | -              | 5e                             | -           | -                                | 1/8e de finale       | -                   |
| 2006-2007 | -              | 11e                            | -           | -                                | 1/16e de finale      | -                   |
| 2007-2008 | -              | -                              | 1er (Gr. 1) | -                                | 3e tour qualificatif | -                   |
| 2008-2009 | -              | 7e                             | -           | -                                | 3e tour qualificatif | -                   |
| 2009-2010 | -              | 9e                             | -           | -                                | 1/8e de finale       | -                   |
| 2010-2011 | -              | -                              | 1er (Gr. 1) | -                                | 1er tour principal   | -                   |
| 2011-2012 | -              | 6e (Tour relégation/play out)  | -           | -                                | 1/8e de finale       | -                   |
| 2012-2013 | -              | -                              | 1er (Gr. 1) | -                                | 2e tour principal    | -                   |
| 2013-2014 | -              | 4e(Tour relégation/play out)   | -           | -                                | 2e tour principal    | -                   |
| 2014-2015 | -              | 4e(Tour relégation/play out)   | -           | -                                | 3e tour principal    | -                   |
| 2015-2016 | -              | 6e (Tour relégation/play out)  | -           | -                                | 2e tour principal    | -                   |
| 2016-2017 | -              | 2e (Tour relégation /play out) | -           | -                                | 2e tour principal    | -                   |
| 2017-2018 | -              | 1er                            | -           | -                                | 1/2 finale           | -                   |
| 2018-2019 | 4e             | -                              | -           | -                                | 1/8e de finale       | -                   |
| 2019-2020 | (1er)          | -                              | -           | -                                | (1/2 finale)         | -                   |
| 2020-2021 | 1er            | -                              | -           | -                                | 1/4 de finale        | 1/16e de finale     |
| 2021-2022 | 2e             | -                              | -           | -                                | 1/2 finale           | Phase de groupes    |
| 2022-2023 | 2e             | -                              | -           | -                                | Vainqueur            |                     |
| 2023-2024 | 1er            | -                              | -           | -                                | Vainqueur            |                     |

## Aspects économiques
Parmi ses sponsors, le club compte notamment sur le soutien d'Axa, Citec, Lemanvisio et Adidas